# Мајка (филм из 2023)
Мајка (енгл. The Mother) амерички је акциони филм из 2023. године. Режију потписује Ники Каро, по сценарију Мише Грин, Андрее Берлоф и Питера Крејга, док главну улогу тумачи Џенифер Лопез.
Премијерно је приказан 12. маја 2023. године за Netflix.

## Радња
Плаћена убица коју је обучила војска престане да се скрива како би заштитила ћерку коју није упознала од немилосрдних злочинаца који траже освету.

## Улоге
| Глумац              | Улога           |
| ------------------- | --------------- |
| Џенифер Лопез       | Мајка           |
| Луси Паез           | Зои             |
| Омари Хардвик       | Вилијам Круз    |
| Џозеф Фајнс         | Адријан Лавел   |
| Гаел Гарсија Бернал | Ектор Алварез   |
| Пол Рачи            | Џонс            |
| Џеси Гарсија        | Тарантула       |
| Ивон Сенат Џоунс    | Сонја           |
| Иди Фалко           | Еленор Вилијамс |